# Рик Јун
Ричард Јун (енгл. Richard Yun; Вашингтон, 22. август 1971) амерички је филмски и телевизијски глумац.
Његови најпознатије филмске улоге су Паклене улице (2001) и Умри други дан (2002).